# To YOU (上原れなのアルバム)
『to YOU』（トゥー ユー）は、上原れなの1作目のアルバム。2008年8月6日にフィックスレコードからリリースされた。

## 収録曲
1. Heart To Heart [4:06]
作詞：須谷尚子、作曲：中上和英、編曲：豆田将
  - PCゲームソフト『ToHeart2 AnotherDays』オープニングテーマ。
2. 君が残したもの [4:51]
作詞：上原れな、作曲・編曲：松岡純也
  - 1stシングル「虹の架け橋」のカップリング。OVA『ToHeart2ad』エンディングテーマ。
3. 虹の架け橋 [3:48]
作詞：上原れな、作曲・編曲：松岡純也
  - 1stシングル。OVA『ToHeart2ad』オープニングテーマ。
  - 上原れなが初めて作詞を担当した曲である[1]。
4. Infinity～未だ見ぬ世界へ～ [4:11]
作詞：上原れな、作曲・編曲：衣笠道雄
5. 最後の願い [4:41]
作詞：上原れな、作曲・編曲：衣笠道雄
6. コスモスのように [4:39]
作詞：須谷尚子、作曲：石川真也、編曲：松岡純也
  - 2ndシングル。PCゲームソフト『ToHeart2 AnotherDays』エンディングテーマ。
7. Until (Acoustic Version) [5:14]
作詞・作曲：未海、編曲：衣笠道雄
  - PS3ソフト『ティアーズ・トゥ・ティアラ 花冠の大地』挿入歌のアコースティックバージョン。